# سحنة أبقراطية
السحنة الأبقراطية هي التغير الذي يحدثُ في الوجه بسبب اقتراب المُوت أو المرض الطويل، والتبرز المُفرط، والجُوع المفرط، وما يُشبهها.
 «إذا كان من الممكن وصف [مظهر وجه المريض]: أنفٌ حاد، عيونٌ غارقة، صدغان منخفضان، أذنيان باردتان ومسحوبتين للداخل مع تشوهٍ في فصوصهما، جلد الوجه صلبٌ ومشدودٌ وجاف، ولون الوجه شاحبٌ أو داكنٌ... وإذا لم يكن هناك تحسن خلال [فترة زمنية محددة]، فيجب إدراك أنَّ هذه العلامة تُنذر بالموت».(1)
سُميت نسبةً إلى أبقراط، والذي يُعتبر أول من وصفها. تُعتبر قريبةً من متلازمة الهزال (cachexia)، وهي متلازمةٌ تؤدي إلى هزالٍ جسدي، وترتبط غالبًا بالموت.

## الهوامش
- «1»: